# Hans-Georg von der Ohe
Hans-Georg von der Ohe (* 7. Januar 1950 in Celle) ist ein ehemaliger deutscher Volleyballspieler.

## Karriere
Hans-Georg von der Ohe begann mit dem Volleyball beim heimischen MTV Celle. 1969 wechselte er zum USC Münster, mit dem er von 1970 bis 1972 dreimal Deutscher Meister und 1976 DVV-Pokalsieger wurde. In dieser Zeit spielte Hans-Georg von der Ohe auch 50-mal in der deutschen Nationalmannschaft, mit der er bei den Olympischen Spielen 1972 in München den elften Platz belegte.
Hans-Georg von der Ohe studierte von 1969 bis 1975 Zahnmedizin an der Westfälischen Wilhelms-Universität. Seit 1982 hat er eine Praxis in Bielefeld.